# Tietilperazin
Tietilperazin je fenotiazinski derivat s jakim antiemetičkim i antivertiginoznim učinkom. 

## Djelovanje
Djeluje centralno kako na kemoreceptore u produženoj moždini tako i na sam centar za povraćanje. Sprečava ili smanjuje sve vrste mučnine i povraćanja kao i vrtoglavice središnjega ili vestibularnoga porijekla. Antiemetički učinak javlja se pola sata nakon peroralne primjene i traje približno 4 sata.

## Primjena
Koristi se za liječenje mučnine i povraćanja:
- poslije operacija i kraniocerebralnih ozljeda,
- pri gastrointestinalnim i hepatobilijarnim poremećajima,
- pri uremiji,
- zbog uzimanja određenih lijekova,
- poslije radioterapije,
- pri povišenom intrakranijskom tlaku i kinetozama

## Nuspojave
Lijek može izazvati suhoću usta, pospanost, tahikardiju, distoniju, omaglicu. 